# Суранова, Кумуш
Кумуш Суранова (5 мая 1924, Эчки-Башы, Туркестанская АССР — 2 октября 2012, Эчки-Башы, Нарынская область) — советская общественная и политическая деятельница, депутат Верховного Совета СССР.

## Биография
Кумуш Суранова родилась 5 мая 1924 в Эчки-Башы (ныне — в Нарынском районе Нарынской области).
Трудовую деятельность начала в Великую Отечественную войну. Заведующая библиотекой своего района, затем начальник фермы совхоза.
С 1954 года, после окончания партийной школы, два года работала на руководящих должностях в своем совхозе: председатель Казан-Куйганского сельского совета, заведующий отделом райкома партии, заместитель председателя исполнительного комитета Нарынского района.
В 1957 году — председатель Он-Арчинского аульного совета.
В 1958-71 годах — председатель колхоза «Коммунизм» Нарынского (Тянь-Шаньского) района.
Избиралась депутатом (от Киргизской ССР) Совета Национальностей Верховного Совета СССР 3 созыва (1950—1954), в 1959—1963 годах — депутатом Верховного Совета Киргизской ССР.

## Список трудов
- Суранова К. Бакыт берген партиям. — Фрунзе, 1967.
- Суранова К. Баба Дыйкан. — Фрунзе, 1971.
- Суранова К. Он-Арча. — Бишкек, 1993.